# Willi Plett
Willi Plett, född 7 juni 1955 i Asunción, Paraguay, är en kanadensisk före detta professionell ishockeyspelare. Plett, som var högerforward, spelade i NHL för Atlanta Flames, Calgary Flames, Minnesota North Stars och Boston Bruins.

## NHL
Willi Plett föddes i Paraguays huvudstad Asunción 1955 till föräldrar av tysk och rysk härstamning. Då han var ett och ett halvt år gammal flyttade familjen från Sydamerika till Niagara-on-the-Lake i Ontario. Plett spelade juniorhockey för St. Catharines Black Hawks i OHL och Tulsa Oilers i CHL. I NHL-draften 1975 valdes han av Atlanta Flames i fjärde rundan som 80:e spelare totalt.

### Atlanta Flames
Plett spelade fyra matcher för Atlanta Flames i NHL säsongen 1975–76. Det var först säsongen därefter, 1976–77, han skulle få chansen att spela på heltid i Flames. Plett gjorde inte lagledningen besviken och producerade 33 mål och 23 assist framåt för totalt 56 poäng på 64 matcher som rookie vilket gav honom Calder Memorial Trophy som årets nykomling. Plett spelade för Atlanta Flames fram till och med säsongen 1979–80.

### Calgary Flames
Inför säsongen 1980–81 flyttade Atlanta Flames från Georgia till Calgary i Kanada och blev Calgary Flames. Första säsongen i Calgary gjorde Plett 38 mål och 68 poäng vilket skulle stå sig som hans mål och poängmässigt bästa säsong. I Stanley Cup-slutspelet 1981 blev det 8 mål och 4 assist från Pletts klubba för totalt 12 poäng på 15 matcher då Flames nådde semifinal mot Minnesota North Stars, en matchserie North Stars vann med 4-2.
Det blev två säsonger i Calgary för Plett innan klubben skickade honom till Minnesota North Stars på hans födelsedag den 7 juni 1982. 

### Minnesota North Stars
Plett gjorde 25 mål och 39 poäng under sin första säsong med North Stars 1982–83. Därefter skulle hans offensiva roll alltmer komma att förminskas. Plett hade under hela sin NHL-karriär spelat en fysisk hockey och under sitt andra år i Minnesota, 1983–84, samlade han ihop till 316 utvisningsminuter vilket gav honom en andraplats i NHL:s utvisningsliga. I slutspelet 1984 nådde North Stars semifinal där man föll mot Edmonton Oilers i fyra raka matcher.
Plett spelade fem år i Minnesota North Stars, fram till och med säsongen 1986–87

### Boston Bruins
Boston Bruins lade beslag på Pletts spelarrättigheter 5 oktober 1987. Plett spelade en säsong i Bruins och gjorde blygsamma 5 poäng på 65 matcher. I slutspelet 1988 nådde Bruins Stanley Cup-final där man föll mot Edmonton Oilers i fyra raka matcher. Plett gjorde 2 mål och 4 assist för totalt 6 poäng på 17 matcher i det som skulle komma att bli hans sista framträdande som professionell ishockeyspelare.

## Meriter
- Calder Memorial Trophy – 1976–77

## Statistik
| 1974–75    | St. Catharines Black Hawks | OMJHL      | 22  | 6   | 8   | 14  | 63   | 4  | 1  | 1  | 2  | 42  |
| 1975–76    | Tulsa Oilers               | CHL        | 73  | 30  | 20  | 50  | 163  | 9  | 5  | 4  | 9  | 21  |
| 1975–76    | Atlanta Flames             | NHL        | 4   | 0   | 0   | 0   | 0    | –  | –  | –  | –  | –   |
| 1976–77    | Tulsa Oilers               | CHL        | 14  | 8   | 4   | 12  | 68   | –  | –  | –  | –  | –   |
| 1976–77    | Atlanta Flames             | NHL        | 64  | 33  | 23  | 56  | 123  | 3  | 1  | 0  | 1  | 19  |
| 1977–78    | Atlanta Flames             | NHL        | 78  | 22  | 21  | 43  | 171  | –  | –  | –  | –  | –   |
| 1978–79    | Atlanta Flames             | NHL        | 74  | 23  | 20  | 43  | 213  | 2  | 1  | 0  | 1  | 29  |
| 1979–80    | Atlanta Flames             | NHL        | 76  | 13  | 19  | 32  | 231  | 4  | 1  | 0  | 1  | 15  |
| 1980–81    | Calgary Flames             | NHL        | 78  | 38  | 30  | 68  | 239  | 15 | 8  | 4  | 12 | 89  |
| 1981–82    | Calgary Flames             | NHL        | 78  | 21  | 36  | 57  | 288  | 3  | 1  | 2  | 3  | 39  |
| 1982–83    | Minnesota North Stars      | NHL        | 71  | 25  | 14  | 39  | 170  | 9  | 1  | 3  | 4  | 38  |
| 1983–84    | Minnesota North Stars      | NHL        | 73  | 15  | 23  | 38  | 316  | 16 | 6  | 2  | 8  | 51  |
| 1984–85    | Minnesota North Stars      | NHL        | 47  | 14  | 14  | 28  | 157  | 9  | 3  | 6  | 9  | 67  |
| 1985–86    | Minnesota North Stars      | NHL        | 59  | 10  | 7   | 17  | 231  | 5  | 0  | 1  | 1  | 45  |
| 1986–87    | Minnesota North Stars      | NHL        | 67  | 6   | 5   | 11  | 263  | –  | –  | –  | –  | –   |
| 1987–88    | Boston Bruins              | NHL        | 65  | 2   | 3   | 5   | 170  | 17 | 2  | 4  | 6  | 74  |
| NHL totalt | NHL totalt                 | NHL totalt | 834 | 222 | 215 | 437 | 2572 | 83 | 24 | 22 | 46 | 466 |